# Il brigante Musolino (album)
Il brigante Musolino è il secondo album discografico di Otello Profazio pubblicato in Italia nel 1963.

## Descrizione
In questo album viene raccontata musicalmente la storia del brigante calabrese Giuseppe Musolino. Venne ripubblicato nel 2003 in formato CD e MC con la voce autentica del brigante Musolino.

## Tracce
1. A Santu Stefanu
2. L'arresto
3. Carogna carogna
4. In carciaru
5. La vindetta
6. L'amuri
7. Morte ai traditori
8. Mi chiamano brigante
9. Non sugnu briganti
10. La cattura